# Viva (Campos)
| Recensione       | Giudizio |
| ---------------- | -------- |
| OndaRock         | 6.5/10   |
| Rockit           | Positivo |
| Sentireascoltare | 7.2/10   |

Viva è il primo album in studio del gruppo musicale italiano Campos, pubblicato il 3 marzo 2017.

## Descrizione
L'album, interamente in lingua inglese, è stato registrato a Berlino tra il 2015 e il 2016, dopo una lunga fase preparatoria iniziata nel 2011 e portata avanti tra la capitale tedesca e Pisa, città di origine dei membri fondatori. Il master è stato affidato al disc jockey e producer berlinese Jan Driver.
La copertina dell'album richiama i colori delle divise eccentriche del portiere messicano Jorge Campos – al quale il gruppo deve il proprio nome – perché «il contrasto tra la geometria rigorosa del disegno e i colori sgargianti utilizzati» si abbinavano, nelle loro parole, con il proprio stile di musica «che mischia l'acustica con l'elettronica».
Alcune tracce dell'album sono state incluse nella colonna sonora del film Il ragazzo più felice del mondo (2018), diretto da Gipi, con il brano Freezing come tema principale.

## Tracce
Testi di Simone Bettin, musiche di Davide Barbafiera.
1. Am I a Man – 2:59
2. Freedom to Sink – 2:47
3. You Keep Thinking – 2:55
4. Cargo Cult – 3:36
5. Opa – 0:30
6. Uneven Steps – 3:04
7. Space – 3:06
8. Storm – 3:43
9. How My Son Started Walking – 4:05
10. Far Away – 1:58
11. Freezing – 2:46
12. Straight Ahead – 6:18

Durata totale: 37:47